# Metaweb Technologies
Metaweb Technologies, Inc. — американская компания из Сан-Франциско, разработавшая Freebase. описанная как «открытая, доступная для всех база данных о знаниях всего мира». Была основана Робертом Куком и Дэнни Хиллисом в 2005 году и работала в непубличном режиме до 2007 года. Metaweb была приобретена Google в 2010 году. В 2016 году Google закрыла Freebase, передав все его данные в Wikidata. Хотя Metaweb больше не является отдельной корпорацией, Freebase и связанный с ней веб-сайт freebase.com продолжает работать под лицензией СС-BY установленной Metaweb.

## Финансирование
14 марта 2006 года. Metaweb получил $15 миллионов финансирования. Инвесторами были Benchmark Capital, Millennium Technology Ventures и Omidyar Network. 15 января 2008 года Metaweb анонсировала второй раунд финансирования на сумму $ 42,5 миллионов, который проводился при участии Goldman Sachs и Benchmark Capital.
Кевин Харви из Benchmark Capital был членом Совета Директоров Metaweb.

## Приобретение
16 июля 2010 Google приобретает Metaweb. Сумма сделки не раскрывается.